# Décès en août 1993
Décès
- 1989
- 1990
- 1991
- 1992
- 1993
- 1994
- 1995
- 1996
- 1997

Pour une information complémentaire, voir la page d'aide.

| Date          | Nom                | Activités                                                                                       | Âge | Source |
| ------------- | ------------------ | ----------------------------------------------------------------------------------------------- | --- | ------ |
| date inconnue | Luciano Montero    | coureur cycliste espagnol                                                                       | 85  |        |
| 1er août      | Alfred Manessier   | peintre français                                                                                | 81  |        |
| 2 août        | Guido Del Mestri   | cardinal italien, nonce apostolique au Kenya (en), au Mexique (en), au Canada puis en Allemagne | 82  |        |
| 4 août        | Kenny Drew         | pianiste de jazz américain                                                                      | 64  |        |
| 5 août        | Albert Lavens      | homme politique belge                                                                           | 72  |        |
| 8 août        | Harry Bellaver     | acteur américain                                                                                | 88  |        |
| 10 août       | Øystein Aarseth    | musicien norvégien et leader du groupe Mayhem                                                   | 25  |        |
| 16 août       | Niña Ruiz Abad     | Servante de Dieu philippine                                                                     | 13  |        |
| 16 août       | Stewart Granger    | acteur américain                                                                                | 80  |        |
| 17 août       | Charles Roviglione | joueur et entraîneur de football français                                                       | 80  |        |
| 17 août       | Pierre Desgraupes  | journaliste et homme de télévision français                                                     | 74  |        |
| 19 août       | Kero Antoyan       | photographe et peintre turc                                                                     | 79  |        |
| 26 août       | Henri Thévenin     | compositeur et écrivain français                                                                | 70  |        |